# 1891년 영화
다음은 1891년 영화에 관한 정보이다. 1891년 영화계의 사건과 영화 목록, 영화인에 대해 다룬다.

## 사건
- 토머스 에디슨의 조수였던 윌리엄 케네디 딕슨이 미국 뉴저지주 웨스트오렌지에 최초의 영화스튜디오인 '블랙 마리아'를 짓기 시작해 2년 뒤 완공됐다. 이곳에서 키네토스코프로 찍은 초창기 단편영화가 다수 제작되었으며 큰 인기를 끌었다.
- 3월 - 윌리엄 케네디 딕슨이 키네토스코프의 원형 모델을 개발하는 데 성공했다.
- 5월 20일 - 토머스 에디슨의 평형 키네토스코프의 첫 공개 시연회가 열렸다. 이날 웨스트오렌지에서 열린 전미 여성클럽연맹 집회에서 에디슨 연구소 이름으로 <딕슨의 인사> (Dickson Greeting)가 초연됐다.
- 8월 24일 - 토머스 에디슨이 키네토스코프의 특허를 신청했다.

## 영화
- 윌리엄 케네디 딕슨의 단편
  - <딕슨의 인사> (Dickson Greeting)
  - <대장간의 덩컨과 상대> (Duncan and Another, Blacksmith Shop)
  - <담배 피는 덩컨> (Duncan Smoking)
  - <머슬린 손수건과 덩컨, 디보널드> (Duncan or Devonald with Muslin Cloud)
  - <권투하는 남자들> (Men Boxing)
  - <권투하는 원숭이와 상대> (Monkey and Another, Boxing)
  - <뉴어크의 운동선수> (Newark Athlete)
- <당신을 사랑합니다> (Je vous aime) - 조르주 드메니 제작, 주연.
- <파도> (La vague) - 에티엔쥘 마레 제작.
- <두 펜싱 선수> (Two Fencers) - 에티엔쥘 마레 제작.

## 탄생
- 7월 28일 - 미국의 배우 조 E. 브라운

## 같이 보기
- 19세기 영화
- 1890년대 영화